# Filip Put
Filip Put (ur. 8 kwietnia 1993) – polski koszykarz występujący na pozycji silnego skrzydłowego, od 2023 zawodnik Polskiego Cukru Startu Lublin.
W czerwcu 2015 został zwycięzcą polskiej edycji turnieju streetballowego 1 na 1 – Red Bull King of the Rock. Zwycięstwo dało mu awans do światowego finału, który odbył się w Turcji, tam, debiutując w imprezie, dotarł do jej ćwierćfinału.
30 czerwca 2016 został zawodnikiem Asseco Gdynia. 25 czerwca 2018 dołączył do Miasta Szkła Krosno. 17 lipca 2019 podpisał umowę z MKS-em Dąbrowa Górnicza. 9 czerwca 2020 został koszykarzem Stelmetu Enea BC Zielona Góra.
21 maja 2021 zawarł kontrakt z GTK Gliwice. 16 czerwca 2023 został zawodnikiem Polskiego Cukru Startu Lublin. 

## Osiągnięcia
Stan na 20 czerwca 2023.
Drużynowe
- Wicemistrz Polski (2021)[9]
- Zdobywca:
  - Pucharu Polski (2021)[10]
  - Superpucharu Polski (2020)[11]
- Wicemistrz Polski U–18 (2011)

Indywidualne
- Najlepszy Polski Debiutant PLK (2017)[12]
- Uczestnik konkursu wsadów podczas pucharu EBL (2018)[13]
- Zaliczony do I składu kolejki EBL (21 – 2020/2021)[14]